# Steinway & Sons
« Steinway » redirige ici. Pour les autres significations, voir Steinway (homonymie).
Les pianos Steinway & Sons sont issus d'une firme créée par une famille allemande, la famille Steinweg, déjà détentrice d'une marque de pianos.
Le père Heinrich est né en 1797 (mort en 1871). Le nom Steinway est ainsi une américanisation de Steinweg, nom d'origine de la famille. Les pianos Steinway & Sons font partie du haut de gamme du marché des pianos.
Steinweg arrive en Amérique début mars 1849 avec trois de ses fils, où il travaille chez Bacon & Raven.
New York est un eldorado puisque la majorité des ménages possède un piano.
Il décide de former ses fils qui déjà à l'âge de cinq ans aident leur père. Après son décès, sera fondée une filiale à Hambourg, en 1880 (les pianos Steinway de Hambourg et de New York n'ont pas la même sonorité).
Il fonde sa propre firme en 1853 avec ses fils avec un capital de 6 000 dollars.
Depuis l'origine, au total, un peu plus d'un demi-million d'instruments sont sortis des ateliers de Hambourg où, malgré le progrès des techniques, la place est laissée au coup de main et au talent de chacun ; seule manière de résister à la vague déferlante des pianos produits à la chaîne et à meilleur prix. Un piano Steinway & Sons est toujours à 80 % un produit fait main.
Steinway & Sons commence à déposer des brevets dès 1857, développant de nombreuses innovations dès les années 1860.
De plus, Wilhelm Steinweg, fils de Heinrich, fait en sorte que le piano devienne un instrument de plus en plus accessible : dons de pianos Steinway & Sons aux gens de renom et aux artistes, facilité de paiement (mensualités) ; ces pratiques donnent l'exemple à d'autres firmes.

## Histoire

### Facteur de piano Steinweg
À partir de 1836, le jeune facteur de piano Heinrich Engelhard Steinweg fabrique des instruments et testent certaines innovations technologiques en vue d'améliorer la qualité des instruments produits.

### Immigration

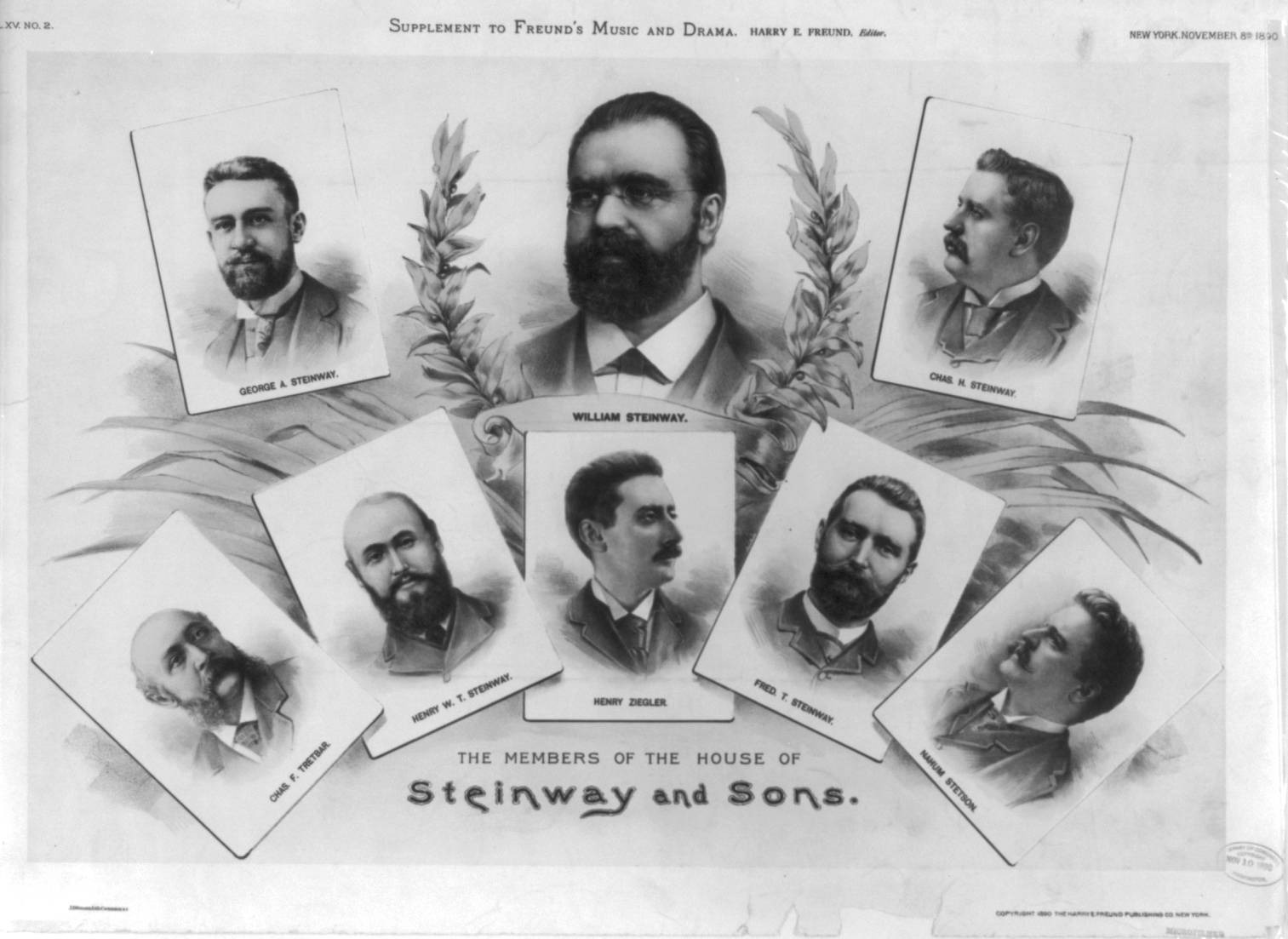
Les membres de la famille Steinweg/Steinway.

Face à la révolution allemande de 1848 et aux difficultés économiques, Heinrich Engelhard Steinweg émigre aux États-Unis en 1850 avec une partie de sa famille. Un de ses fils, Christian Friedrich Theodor Steinweg, reste en Allemagne, poursuivant l'entreprise de son père. Arrivés à New York, Steinweg et trois de ses fils travaillent pour la manufacture de piano de Bacon & Raven, jusqu'à ce que l'usine entre en grève, en 1853.
En mars 1853, les Steinweg fondent alors leur propre firme, Steinway & Sons. Leur premier atelier se trouve dans un petit loft au 85 Varick Street à Manhattan, New York. Le premier piano produit par Steinway & Sons porte le numéro de série 483, Steinweg ayant construit 482 pianos avant la fondation de Steinway & Sons. Vendu à une famille new-yorkaise pour 500 dollars, cette pièce de collection est aujourd'hui exposée au Städtisches Museum Seesen à Seesen, Allemagne. Moins d'un an après la fondation de l'entreprise, la demande est telle que la société est contrainte de déménager dans des locaux plus vastes au 82-88, rue Walker.
Il faut attendre l'année 1864 pour que les Steinweg américanisent légalement leur nom de famille en « Steinway ».

### L'usine Steinway
Dans les années 1860, Steinway fait construire une nouvelle usine et des hangars pour abriter les réserves de bois. À l'époque, 350 hommes travaillent à Steinway & Sons, et la production passe de 500  à   1 800 pianos en une année. Les pianos Steinway subissent de nombreuses améliorations substantielles grâce à des innovations de Steinway, de la recherche scientifique et des industries (métallurgie, chimie, acoustique, etc.),. Près de la moitié des 125 inventions brevetées sont élaborées par les première et seconde générations de la famille Steinway. Rapidement, les pianos Steinway remportent plusieurs prix importants lors d'expositions à New York, Paris et Londres.

### Steinway Halls

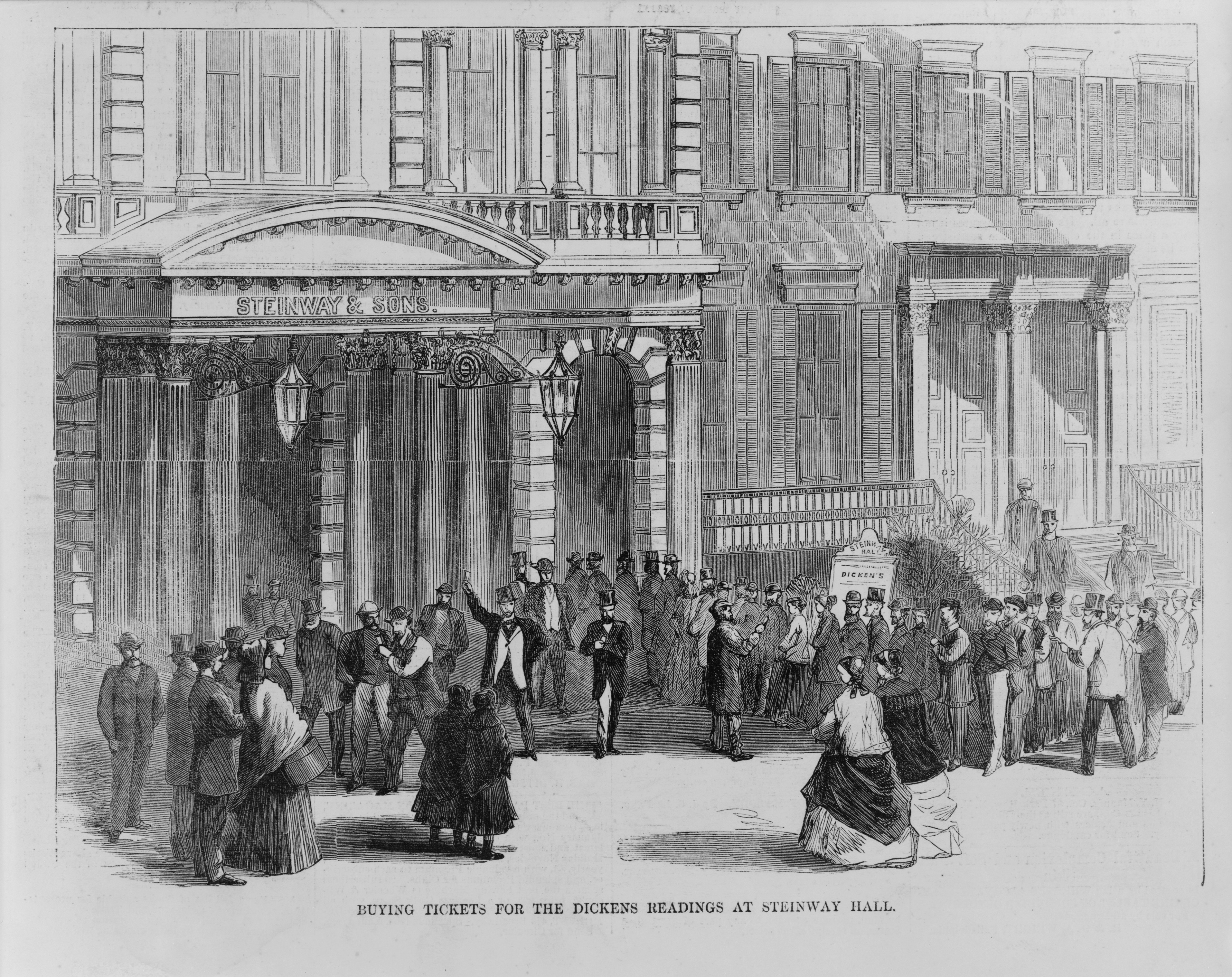
Steinway Hall, Manhattan.

En 1864, le fils de Henry E. Steinway, William Steinway, connu pour avoir établi le succès commercial de Steinway, construit une série de nouvelles salles d'exposition hébergeant plus de 100 pianos sur la 14e rue à New York. Deux ans plus tard, il supervise la construction du Steinway Hall à l'arrière des salles d'exposition. Le premier Steinway Hall ouvre ses portes en 1866. Comptant plus de 2 000 places assises, il s'impose dans la vie culturelle new-yorkaise et accueille en résidence le New York Philharmonic les 25 années suivantes, jusqu'à l'ouverture du Carnegie Hall en 1891. William Steinway crée également le département Concert & Artist, toujours existant aujourd'hui.

### Nouvelles usines Steinway
En 1880, William Steinway établit un complexe, le Steinway Village, à Astoria dans le comté de Queens, à New York. Le Steinway Village devient une véritable ville d'entreprise, comprenant une nouvelle usine (encore utilisée aujourd'hui) avec ses propres fonderies, un bureau de poste, et des parcs et logements pour les employés. Il fait aujourd'hui partie de la ville de Long Island.

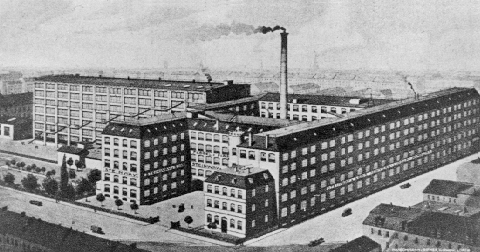
L'usine Steinway de Hambourg.

Pour répondre à la demande des clients du vieux continent et pour éviter les taxes européennes, William et Theodor ouvrent une nouvelle usine dans la ville allemande de Hambourg, sur la Schanzenstraße, en 1880. Jusqu'à cette date, la société française Mangeot Frères et Cie de Nancy détenait l'exclusivité de l'utilisation des brevets de Steinway en France et fabriquait des pianos associant les deux marques. En 1880 est également établie à Hambourg la « Steinway-Haus ». Puis, en 1909, une autre Steinway-Haus ouvre ses portes à Berlin. Dans les années 1900, Steinway s'établit dans les grands centres culturels de New York, Londres, Paris, Berlin, et de Hambourg.

### Nouveau siècle

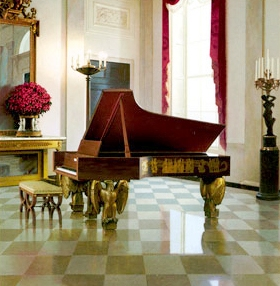
Steinway, Maison-Blanche.

En 1900, les deux usines Steinway produisent plus de 3 500 pianos par an, qui trouvent leur place dans de nombreuses salles de concert, écoles et maisons particulières à travers le monde. Dès 1857, Steinway commence à produire une nouvelle et très lucrative gamme de pianos de décoration (Art Case), conçus par des artistes de renom, qui devint populaire parmi les célébrités et les personnes aisées.
Ces pianos se vendent aujourd'hui pour d'importantes sommes d'argent dans les enchères du monde entier. En 1903, le piano à queue Steinway numéro 100 000 est offert en cadeau à la Maison-Blanche. L'instrument – désormais exposé au National Museum of Natural History (Smithsonian Institution) – est remplacé en 1938 par le 300 000e, qui demeure à ce jour dans le salon Est de la Maison-Blanche.
Par la suite, Steinway diversifie sa gamme en fabriquant des pianos automatiques actionnés par énergie pneumatique. Plusieurs systèmes tels que Welte-Mignon, Duo-Art et Ampico sont retenus. Durant les années 1920, Steinway vend plus de 6 000 pianos par an. La production baisse après 1929, et pendant la Grande Dépression Steinway ne construit qu'un peu plus de 1 000 pianos par an. Entre 1935 et la Seconde Guerre mondiale, la demande augmente de nouveau.

### Seconde Guerre mondiale
Durant la Seconde Guerre mondiale, l'usine Steinway de New York reçoit de la part des armées alliées l'ordre de construire des planeurs en bois pour communiquer avec les troupes se situant derrière les lignes ennemies. De fait, peu de pianos peuvent être construits, à l'exception d'un modèle particulier, le Victory Vertical (aussi appelé G.I. piano), un petit piano droit transportable, fabriqué en 3 000 exemplaires et destiné à divertir les soldats américains.
L'usine de Hambourg, juridiquement américaine, est déclarée propriété ennemie à l'entrée en guerre des Américains, fin 1941. Bechstein étant considéré fournisseur officiel de pianos du troisième Reich, l'usine Steinway n'est autorisée à vendre que vingt instruments par mois. Entre 1942 et 1944, l'usine est réquisitionnée par le gouvernement nazi pour fabriquer des avions factices servant de leurres et des lits pour les abris anti-aériens. Dans les dernières années de la guerre, on ordonne à l'entreprise de se débarrasser de ses réserves de bois pour la production de guerre (notamment des crosses d'armes et des lits superposés).
En 1943, un raid-aérien sur Hambourg détruit entièrement l'ancienne usine de Schanzenstraße, qui ne comprenait à cette époque plus que des bureaux administratifs. Un des bâtiments de l'usine de Rondenbarg est également endommagé par un bombardement allié en 1944.

### Après la Guerre
Steinway achève la restauration de son usine de Hambourg avec l'aide du plan Marshall. La renaissance culturelle d'après-guerre stimule la demande pour le divertissement, et Steinway augmente sa production pour les usines de New York et de Hambourg de 2 000 en 1947 à 4 000 pianos par an dans les années 1960. Pendant la guerre froide, les instruments Steinway demeurent l'un des rares produits du monde libre achetés par l'Union soviétique ; on trouve des pianos Steinway au Théâtre Bolchoï, à l'Orchestre philharmonique de Moscou, au Conservatoire de Moscou, au Conservatoire de Saint-Pétersbourg et à l'Orchestre philharmonique de Saint-Pétersbourg, parmi d'autres écoles et orchestres symphoniques de l'URSS.

### Transformations
En 1972, après une crise financière de longue durée, des problèmes juridiques avec la marque Grotrian-Steinweg, et un manque d'intérêt pour l'entreprise de la part de certains membres de la famille, Steinway & Sons est vendue à CBS. En 1985, CBS vend Steinway à un groupe d'investisseurs privés, Steinway Musical Properties Inc, dont font partie les frères John et Robert Birmingham.

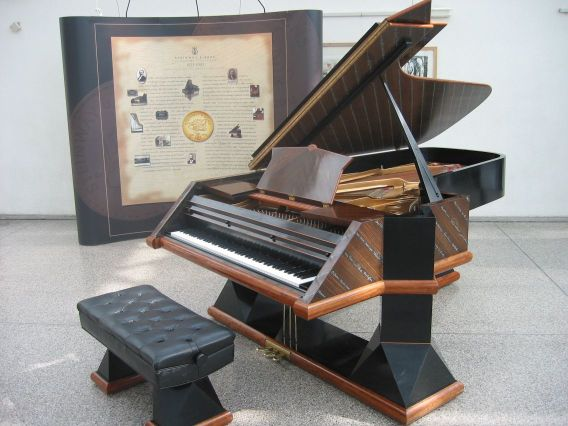
Steinway numéro 500000.

En 1988, Steinway & Sons fabrique son 500 000e piano. Le piano est construit par l'usine Steinway de New York avec la participation de l'usine de Hambourg. Le 500 000e piano est dessiné par l'artiste Wendell Castle et porte les signatures de plusieurs centaines de pianistes jouant avec les pianos de la marque, tels que Vladimir Horowitz et Elton John.
En 1995, Steinway Musical Properties est racheté pour plus de 100 millions de dollars par un groupe d'investisseurs appartenant à Kyle Kirkland et Dana Messina. La maison mère de Steinway & Sons fusionne avec le fabricant d'instruments à vent Selmer, acquis deux ans plus tôt, pour former Steinway Musical Instruments, qui entre en Bourse en 1996.

### Nouveau millénaire
L'entreprise a mis à jour et augmenté la production de ses deux autres marques, Boston et Essex, en plus des produits phares Steinway & Sons. De nouveaux salons et salles d'exposition Steinway ouvrent, principalement au Japon, en Corée et en Chine.
En 2003, Steinway célèbre son 150e anniversaire à Carnegie Hall. Le couturier Karl Lagerfeld dessine un piano pour l'occasion que la marque a produit à 150 exemplaires, le A-188 "Karl Lagerfeld".
En avril 2005, l'usine Steinway de Hambourg célèbre son 125e anniversaire.
Henry Ziegler Steinway, l'arrière-petit-fils du fondateur de Steinway, travaillait toujours pour Steinway et apposait sa signature sur les pianos fabriqués sur mesure en édition limitée, jusqu'à sa mort en septembre 2008.
En 2015, Steinway produit son 600 000e piano, le Fibonacci, décoré par le maître artisan Frank Pollaro et estimé à 2,4 millions de dollars.
En juillet 2019, Steinway annonce l'acquisition de l'entreprise allemande Louis Renner GmbH & Co. KG, qui manufacture des mécaniques de pianos à queue et de pianos droits, des pièces détachées et des outils destinés aux professionnels de la facture de piano.

## Facture instrumentale

### Innovations technologiques

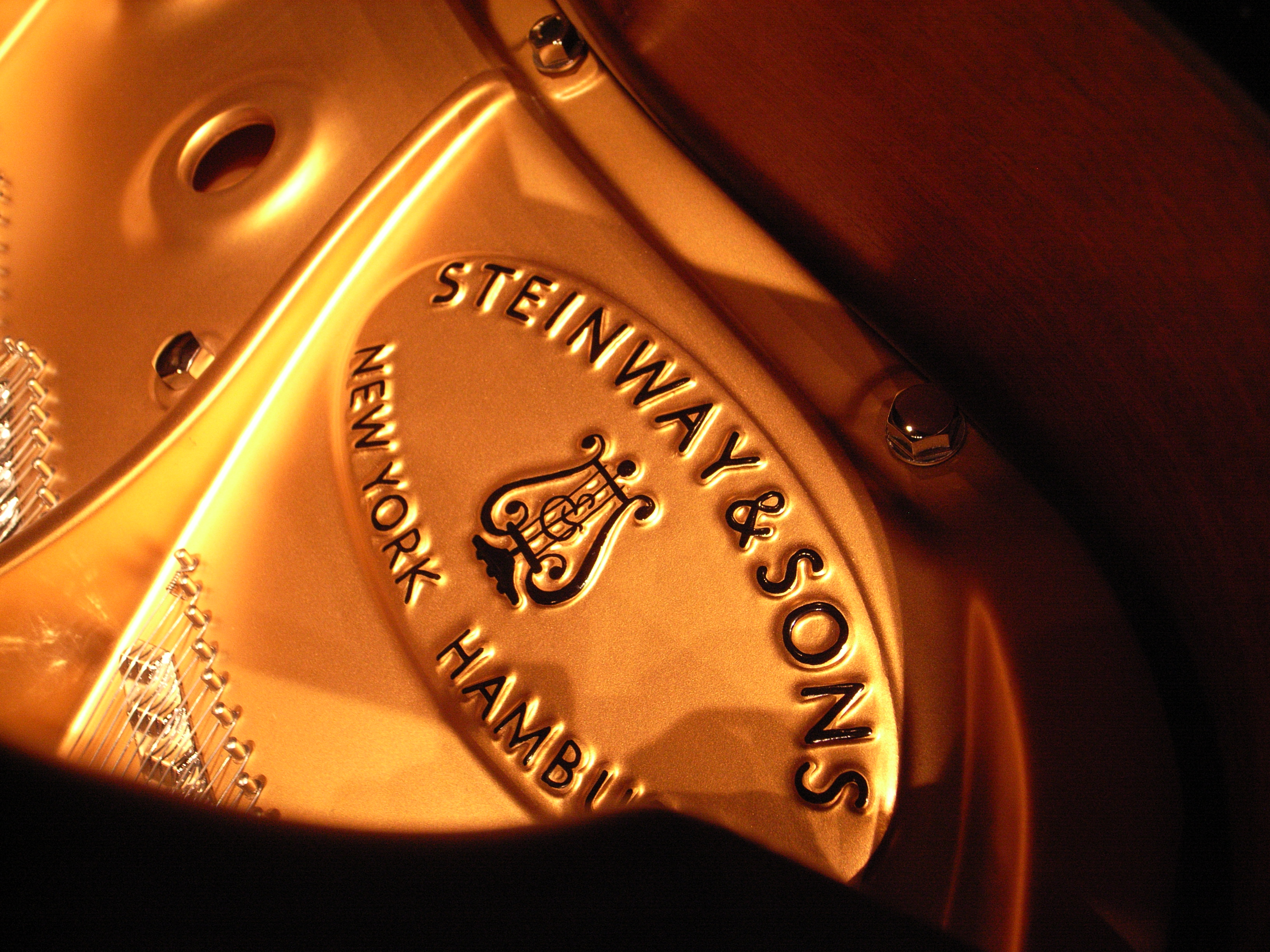
Sur le cadre en fonte, colonne vertébrale de l’instrument, la signature Steinway est peinte à la main.

La marques Steinway & Sons est connue pour les multiples innovations apportées par ses facteurs. À la fin du 19e siècle, la marque étant détentrice de plus de 120 brevets.

### Processus de fabrication contemporain
Un Steinway est composé de plus de 12 000 pièces différentes. Il faut environ un an pour en fabriquer un, car 80 % du travail est toujours fait à la main(hors mécanique). Après deux années de séchage des bois (érable, tilleul, ébène), les ouvriers confectionnent une ceinture constituée de 20 couches de bois. Cette ceinture subit un séchage en une centaine de jours, puis est assemblée à des éléments de stabilisation (cadre en fonte sur lequel la signature Steinway est peinte à la main, table d'harmonie) pour résister aux 20 tonnes de tension que supportent les cordes tendues du piano. Les touches du clavier, longtemps en ivoire, sont en PVC depuis 1989.
Cette fabrication est aussi bien destinée aux particuliers qu'aux professionnels. Steinway revendique que neuf pianistes concertistes sur dix utilisaient les pianos de sa marque en 2012.

### Modèles emblématiques
Deux modèles de piano à queue ont fait la renommée de Steinway & Sons : le modèle B et le modèle D. Le modèle B a été élaborée durant les années 1870. Il s'agit d'un piano mesurant 2,11 mètres de long. Les spécialistes indiquent que cet instrument présente un rapport optimal entre ses dimensions et ses qualités acoustiques. Le modèle D est le piano de concert de la marque. Il est le plus grand instrument disponible avec ses 2,74 mètres de long. Ses dimensions en font un instrument puissant, adapté pour les concerts.

### Pianos d'exception
Steinway & Sons fabrique également des instruments d'exception, la plupart du temps avec des matériaux particuliers ou des décorations notables. C'est notamment le cas du « Sound of Harmony Concert Grand », un modèle D décoré avec un assemblage de nombreuses essences de bois (dont le palissandre, le frêne ou l'ébène) et un travail du couvercle par le peintre Shi Qi,.
Les ateliers fabriquent également des pianos pour certains occasions ou des commémorations. Ainsi, le « Red Pops » a été conçu en collaboration avec Bono, le chanteur de U2, pour une vente de charité.
De plus, certains pianos deviennent marquants de par leur histoire ou leur propriétaire. Par exemple, le piano droit Steinway utilisé par John Lennon (notamment pour composer sa chanson Imagine) est devenu l'un des instruments les plus chers.

### Production
Les usines Steinway, avec notamment la manufacture historique de Hambourg et ses 450 employés, produisent annuellement 600 pianos droits (prix moyen de 31 000 €) et 3 000 pianos à queue (petits au prix moyen de 64 000 €, grands pianos de concert au prix moyen de 144 000 €).

## Qualité des instruments

### Qualité acoustique
Les pianos Steinway & Sons sont réputés pour la puissance et la richesse de leur son. Philippe Cassard explique notamment que, contrairement aux pianos de concert d'autres facteurs, les instruments Steinway présentent une meilleure homogénéité dans les différents registres ainsi qu'une acoustique plus brillante.
Cette recherche d'un son puissant couplé à des aigus riches correspond à l'évolution des goûts mais aussi des pratiques musicales à la fin du 19e siècle. En effet, à cette époque, les salles de concert deviennent plus grandes et le besoin d'instruments capables d'occuper tout l'espace sonore créé pousse les facteurs à orienter leur travail dans cette direction et donne un avantage aux pianos Steinway déjà parmi les plus puissants de l'époque.

### Pianistes emblématiques
Plusieurs grands pianistes, comme Sergueï Rachmaninov, ou Vladimir Horowitz, ont affiché leur préférence pour les pianos Steinway & Sons. La marque a ainsi capitalisé sur la publicité offerte par ces interprètes prisés du public. En 2013, les journalistes estimaient le nombre d'artistes jouant exclusivement sur des Steinway à environ 1 200 pianistes.

### Demande des concertistes
Depuis la fin de la seconde guerre mondiale, les pianos Steinway & Sons sont très demandés par les pianistes et se sont progressivement imposés comme la référence pour les professionnels. Durant les années 2010, certains spécialistes estimaient qu'environ 90 % des musiciens demandaient à jouer sur un piano de la marque. Les spécialistes expliquent cette inclinaison pour les pianos de l'entreprise par leur qualité mais également par la consistance de leur son (ce qui ne signifie pas que tous les Steinway produisent exactement les mêmes sons et ne doivent pas être réglés) qui permet à chaque musicien de mieux anticiper le jeu à réaliser durant un concert.
Plusieurs solistes célèbres, à l'image de Lang Lang ou de Martha Argerich, requièrent fréquemment de jouer sur un instrument particulier.

### Critiques
Pour certains pianistes ou spécialistes, l'emprise de Steinway & Sons sur le marché des pianos de concert affaiblit certains facteurs de petite taille. Il en résulte une diminution des entreprises capables de fabriquer des pianos de cette qualité et, à terme, un appauvrissement de la richesse sonore mise à disposition des musiciens. Les pianos d'autres facteurs, comme les Pleyel, pouvaient en effet offrir des timbres différents et explorer d'autres aspects de la palette sonore de l'instrument.
Par ailleurs, le succès de Steinway & Sons est également critiqué pour avoir entraîné une uniformisation dans les goûts musicaux du public.

## Imitation et concurrence
Steinway & Sons est le facteur de piano qui domine le marché des pianos de qualité supérieure.
Steinway & Sons est concurrencé par d'autres marques de piano. Certaines tendent notamment à imiter les modèles du fabricant américain, à l'image de Yamaha. Selon Frank Braley, les pianos Steinway restent préférés des musiciens pour leurs qualités sonores supérieures mais les éléments mécaniques d'autres marques sont désormais très performants si ce n'est meilleurs.

### Filmographie
- Note by Note: The Making of Steinway L1037, film documentaire qui suit la construction d'un piano Steinway (2007).
- Pianomania (2009).
- Anime: Shigatsu wa kimi no uso : Your lie in april (2014)